# Kristina Vaculik
Kristina Vaculik, née le 9 juillet 1992 à Toronto, est une gymnaste artistique canadienne.

## Palmarès

### Pacific Rim Championships
- 2012 à Everett :
  -  Médaille de bronze au concours par équipes
- 2010 à Melbourne :
  -  Médaille de bronze au sol
- 2008 à San Jose :
  -  Médaille d'argent au concours par équipes
  -  Médaille d'argent aux barres asymétriques

### Jeux panaméricains
- 2011 à Guadalajara :
  -  Médaille d'argent au concours par équipes
  -  Médaille d'argent à la poutre
  -  Médaille de bronze au concours général individuel

### Championnats panaméricains
- 2010 à Guadalajara :
  -  Médaille d'argent au concours par équipes
  -  Médaille de bronze aux barres asymétriques
  -  Médaille de bronze au sol